# نطق (خطاب)

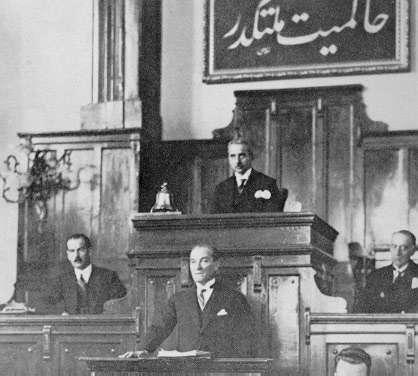
مصطفى كمال يقدم النطق أمام الجمعية، 1927.
في خلفية: حاكميت ملتكدر - Hakimiyet Milletindir تعني "السيادة ملك للأمة”

النطق (بالتركية الحديثة: Söylev؛ خطاب) كان الخطاب الذي ألقاه مصطفى كمال أتاتورك من 15 إلى 20 أكتوبر 1927، في المؤتمر الثاني لحزب الشعب الجمهوري. تطرق الخطاب إلى الأحداث بين بداية حرب الاستقلال التركية في 19 مايو 1919 وتأسيس الجمهورية التركية، في عام 1923 وجمع أتاتورك فيه آراءه وفلسفته. ويعتبر مصدر مهم لدراسة الكمالية. استغرق الأمر ستة وثلاثين ساعة (في فترة مدتها 6 أيام) ليتم قراءته من قبل أتاتورك وأصبحت أساسًا للتأريخ الكمالي. شكل نطق نقطة تحول في القومية التركية من خلال إدخال سلسلة من الأساطير والمفاهيم الجديدة في الخطاب العام العامي، مثل الجمهورية والديمقراطية وسيادة الأمة والعلمانية. وصف أتاتورك هذه المفاهيم في خطابه بأنها «أثمن كنوز» الشعب التركي، و«أسس» دولته الجديدة، والشروط المسبقة «لوجودهم» في المستقبل.

## الخطاب
يبدأ مصطفى كمال حديثه واصفًا الوضع في الدولة العثمانية عندما نزل في سامسون لبدء حرب الاستقلال التركية عام 1919:
نزلتُ في سامسون في 19 مايو 1919. لقد كان هذا هو الموقف في ذلك الوقت: مجموعة من القوى، التي كانت الدولة العثمانية واحدة منها، قد هزمت في الحرب العظمى. لقد استسلم الجيش العثماني في كل الاتجاهات وتم توقيع الهدنة بشروط قاسية. خلال سنوات الحرب العظمى، تم استنزاف الشعب وتحول للفقر. أولئك الذين بعثوا الأمة لحرب قد هربوا الآن، قلقهم الوحيد هو مصالحهم الخاصة. لقد تحوّل وحيد الدين، الذي يحمل ألقاب السلطان والخليفة؛ صار يحلم بطرق لإنقاذ عرشه [كذا]. صارت الحكومة تحت الوزارة الكبرى للداماد فريد باشا، بلا كرامة، وخائفة وغير كفؤة، تحت قيادة السلطان وفي نفس القارب مثله، وعلى استعداد لقبول أي شيء من أجل حياتها".
كما قال أن الدولة العثمانية تلفظ أنفاسها الأخيرة قبل عام 1919. وأن الشعب والجيش سيواصلان موالاة السلطان الذي كان مذنبًا بالخيانة، نظرًا لقرون من التقاليد القديمة والعقائد:

وأكد أن تركيا يمكن أن تحترم فقط من قبل القوى الأخرى إذا حققت الاستقلال: 

لقد انتقد بعض الأفكار سائدة بين السكان العثمانيين بشأن استمرار وجود الدولة العثمانية، وخاصة حول تفضيلها كمحمية أمريكية أو بريطانية، وهو ما يفسر رفضه لمثل هذه الأفكار ويضع أسبابه لتأسيس الدولة التركية: 
1. طلب الحماية من إنجلترا؛

2. لقبول الولايات المتحدة الأمريكية باعتبارها السلطة المنتدبة.
 وضع مقدمو هذين المقترحين هدفهم للحفاظ على الدولة العثمانية في سلامتها الكاملة وفضلوا وضعها ككل تحت حماية دولة واحدة، بدلًا من أن تكون مقسمة بين عدة دول.

3. كان الاقتراح الثالث لتسليم البلاد من خلال السماح لكل منطقة بالعمل بطريقتها الخاصة وفقًا لقدراتها الخاصة. وهكذا، على سبيل المثال، فإن بعض المناطق، التي ستعارض نظرية الانفصال، ستبقى جزءً لا يتجزأ من الدولة.

## التحليل
ووفقا للمؤرخ التركي هاكان اوزون، فإن خطاب نطق تجسيد لقيم أساسية للأمة احتضنها أتاتورك. يشمل الخطاب أهمية الوحدة الوطنية في كل من الحركة الوطنية والجمهورية. نفذت الحركة الوطنية ذلك بموقف دفاعي بدلًا من موقف عدواني عبر أساس قانوني وذلك بهدف تحقيق الاستقلال والوحدة من خلال متابعة السيادة. وفقًا لعالم الاجتماع التركية فاطمة موجيه جوجيك، فقد اعتُمد الخطاب «باعتباره الرواية الوطنية التركية الرسمية وصار مقدسًا من قبل الدولة». ذكرت جوجيك أن المؤرخين الأتراك لم يتمكنوا من تحليل الخطاب بشكل نقدي لأن القانون يجرم إهانة أتاتورك، وقالت: «من الواضح أن النص يجعل ولادة الأمة التركية في عام 1919، ويزيل في العملية زوال الأرمن في عام 1915 من خلال عنف الدولة إلى عالم ما قبل التاريخ الجمهوري».
كتب المؤرخ مارك ديفيد باير:
 ذكر المؤرخ البريطاني بيري أندرسون أن "الخطاب الذي ألقاه [أتاتورك] في عام 1927 قد صار العقيدة الرسمية للدولة تتضاءل أمامه أهمية أي خطاب لخروشوف أو كاسترو. لقد مَدح إنجازاته الخاصة، واستمر [يلقي خطابه] لمدة 36 ساعة، على مدى ستة أيام، وألَّف في النهاية مجلدًا من 600 صفحة باسم "سجل في حوليات الاستبداد".

## وصلات خارجية
- نص كامل باللغة العثمانية التركية
- نص كامل باللغة التركية الحديثة
- ترجمة جمعية أتاتورك الكندية
- مركز أبحاث أتاتورك، أنقرة، تركيا